# قزمة الكور
قزمة الكور قزمة فورناكس البيضاوية هي مجرة قزمة إهليجية الشكل في كوكبة الكور تبعد حوال (460 ± 30) الف سنة ضوئية (140 ± 10 الف فرسخ فلكي) عن الشمس. تم اكتشافها في عام 1938 من قبل هارلو شابلي بينما كان في جنوب أفريقيا على لوحات التصوير الفوتوغرافي التي أخذت بواسطة مقراب بروس عاكس 24 بوصة (61 سم) في مرصد بويدن ، بعد وقت قصير من اكتشاف مجرة النحات القزمة.
قزمة الكور مجرة تابعة لدرب التبانة وتحتوي على ستة عناقيد مغلقة. أكبرها، NGC 1049، الذي تم اكتشافه قبل المجرة نفسها. المجرة تتراجع أيضا عن درب التبانة عند 53 كم / ثانية. ومعظم نجوم المجرة من جمهرة النجوم الثانية.

## العناقيد
باستخدام مرصد هابل، إستخرج العلماء مخطط مقياس لوني لعنقود فورناكس 4، وهو عنقود مغلق داخل هذه المجرة. وعلى عكس العناقيد المغلقة فورناكس 1 و 2 و 3 و 5، والتي لها فروع أفقية عبر مجموعة واسعة من الألوان وتشمل متغيرات RR السلياق، لعنقود فورناكس 4 نجوم حمراء في فرعه الأفقي. وفورناكس 4 أيضا أصغر بثلاثة مليارت سنة من العناقيد المغلقة الأخرى. مخطط المقياس الوني لفورناكس 4 لديه تشابه قوي مماثل لحداثة العنقود المجري المغلق روبريخت 106. الذي اكتشفه روبريخت في عام 1961.
ومن غير المعروف لماذا تسمح مجرة بيضاوية بتشكيل عناقيد مغلقة مثل فورناكس 4 وتيرزان 7 في (قزمة الرامي) بعد فترة طويلة من توقف تشكل العناقيد المغلقة في الجسم الرئيسي لهالة المجرة. احتمال آخر هو أن لعناقيد المغلقة «الشابة» في الهالة الخارجية مثل روبريشت 106 تشكلت في الأصل في قزمة بيضاوية توقّف نشاطها الآن.

## وصلات خارجية
- Fornax dSph
- Fornax Dwarf
- The Fornax Dwarf على موقع ويكي سكاي: DSS2, SDSS, GALEX, IRAS, Hydrogen α, X-Ray, Astrophoto, Sky Map, Articles and images